# Evolución histórica urbana de Arequipa
El perfil urbano de la peruana ciudad de Arequipa tiene sus orígenes en las características ambientales naturales que marcaron el contexto ecológico regional, siendo posteriormente los aspectos sociales y económicos los que condicionaron el proceso urbano hasta la actualidad. Es previsible, por lo tanto, que en el futuro aparezcan otros factores que regirán este proceso de urbanización en la ciudad.

## Etapa prehispánica
Desaparece Tiwanaku como centro de influencia y poder regional, se afianza una cultura local fuerte y vigoriza «CHURAJON» con una fuerte economía agrícola, basada en la adaptación y dominio del desierto y expanden su control territorial hacia todo el Valle del Chili con prósperas irrigaciones, construyendo andenes y canales, hacia 1350, ingresan los Incas, con mitmaq traídos del Cusco, el Altiplano y el Colca para construir y reconstruir los andenes de Paucarpata, Yumina, Characato, Cayma, ampliando y mejorando la frontera agrícola.[cita requerida]
Para cuando los incas llegaron al valle del río Chili existían diversas culturas indígenas que habitaban en dicha zona. Fue en el último tercio del siglo XV que el inca Cápac Yupanqui incorporó a esta región bajo el dominio incaico.

## Etapa hispánica

### Fundación
Arequipa fue fundada el 15 de agosto de 1540 por mandato de Francisco Pizarro, siendo el ejecutor el teniente de gobernador Garci Manuel de Carbajal. La traza fundacional española adoptó una cuadrícula ortogonal compuesta de 49 manzanas que limitaba con el asentamiento prehispánico de San Lázaro, el río Chili y las acequias construidas por los indios yarabayas. El resto de ocupaciones en el valle se hace sobre base de los asentamientos existentes, como Cayma, Socabaya, Tiabaya, Paucarpata, Quequeña, lugares intensamente cultivados. Cuando llegaron los españoles contemplaron admirados las andenería de Yumina, Sabandía, Paucarpata, Tingo; la banda occidental era considerada la de mayor prosperidad económica.
Hacia la campiña se forman no solo los caseríos reduccionales sino también una red de caminos y acequias que permitieron una ocupacíon efectiva y eficaz del territorio, tanto así que el soporte productivo del valle de Arequipa se consolida antes que la propia ciudad.
La expansión de la campiña se realiza sobre la base de los canales de riego existentes y los nuevos como el de Miraflores en 1583, estos consolidaron los caminos rurales que permitirán su conexión con el resto de poblaciones del valle. En el caso de los indígenas procedentes de tierras altas cusqueñas de Chumbivilcas (los callapas, los chiques y los yanaguaras), que se asentaron en la "Acequia Alta", la cual permitió el regadío y expansión del área agrícola en la zona.
Cerca de Yanahuara, a una distancia cercana y en un terreno accidentado, se forma el caserío de Cayma que mantiene la dialéctica entre la autonomía física y la articulación sociopolítica con Arequipa; el Virrey Toledo fundó allí la reducción de la Chimba en 1575, que en le transcurso de los siglos va a ir configurando la traza urbana reduccional de retícula.